# Unione Sportiva Imperia 1979-1980
Questa voce raccoglie le informazioni riguardanti l'Unione Sportiva Imperia nelle competizioni ufficiali della stagione 1979-1980.

## Rosa
| N. |                   | Ruolo | Calciatore          |
| -- | ----------------- | ----- | ------------------- |
|    | Italia (bandiera) | C     | Agostino Acquarone  |
|    | Italia (bandiera) | C     | Massimo Berta       |
|    | Italia (bandiera) | C     | Luigi Bizzotto      |
|    | Italia (bandiera) | C     | Massimo Centofante  |
|    | Italia (bandiera) | C     | Paolo Chiappello    |
|    | Italia (bandiera) | P     | Alberto De Vincenzi |
|    | Italia (bandiera) | D     | Virgilio Landini    |
|    | Italia (bandiera) | C     | Massimo Lanteri     |
|    | Italia (bandiera) | D     | Mario Laura         |
|    | Italia (bandiera) | C     | Enrico Lombardi     |
|    | Italia (bandiera) | A     | Mauro Magaraggia    |
|    | Italia (bandiera) | A     | Stefano Mariani     |

| N. |                   | Ruolo | Calciatore         |
| -- | ----------------- | ----- | ------------------ |
|    | Italia (bandiera) | P     | Roberto Mazzuzi    |
|    | Italia (bandiera) | C     | Luca Oddone        |
|    | Italia (bandiera) | D     | Claudio Olivieri   |
|    | Italia (bandiera) | C     | Giovanni Ottonello |
|    | Italia (bandiera) | D     | Raffaello Papone   |
|    | Italia (bandiera) | A     | Andrea Prunecchi   |
|    | Italia (bandiera) | C     | Giovanni Rando     |
|    | Italia (bandiera) | A     | Salvatore Sacco    |
|    | Italia (bandiera) | D     | Manlio Sobrero     |
|    | Italia (bandiera) | A     | Adriano Terroni    |
|    | Italia (bandiera) | D     | Francesco Torchio  |